# Brigitte Lacombe
Brigitte Lacombe (* 23. prosince 1950) je francouzská fotografka. Narodila se ve městě Alès a po dokončení studií pracovala v Paříži pro časopis Elle. Poté, co roku 1975 navštívila filmový festival v Cannes, se začala angažovat ve filmovém průmyslu a spolupracovala například se Stevenem Spielbergem na filmu Blízká setkání třetího druhu. Později spolupracovala s mnoha dalšími režiséry, mezi které patří například Martin Scorsese, Sam Mendes a Quentin Tarantino. Věnuje se převážně portrétní fotografii, fotografovala například hudebníka Johna Calea či herečky Meryl Streepovou a Gwyneth Paltrow.